# William Christie
William Lincoln Christie (Buffalo, 19 dicembre 1944) è un clavicembalista e direttore d'orchestra statunitense naturalizzato francese.

## Biografia
Figlio di un architetto, Christie è cresciuto in una famiglia americana che, da amante delle arti, trascorreva lunghi periodi in Europa. Dopo i primi studi e le prime esperienze musicali, intraprende lo studio della storia dell'arte all'Università di Harvard, dove si laurea nel 1966. Successivamente riprende lo studio del clavicembalo all'Università Yale, sotto la guida di Ralph Kirkpatrick e Kenneth Gilbert.
Già obiettore durante la guerra del Vietnam, nel 1970 lascia gli Stati Uniti per stabilirsi definitivamente in Europa. Dapprima è a Londra, dove collabora con l'Orchestra sinfonica della BBC, e l'anno seguente si sposta in Francia (paese di cui detiene la cittadinanza dal 1995) dove collabora inizialmente con l'Orchestre national de France e altri gruppi strumentali come il Five Centuries Ensemble e il Concerto Vocale di René Jacobs.
Rapidamente si fa apprezzare come interprete di musica antica, acquistando la fama di specialista del barocco francese con la pubblicazione dei suoi primi dischi.
Nel 1979 fonda Les Arts Florissants, gruppo vocale e strumentale ad organico variabile votato all'interpretazione della musica antica. Christie, che tuttora dirige Les Arts Florissants, ha condensato nell'ormai quarantennale attività del gruppo la sua ricerca musicologica nell'ambito della musica antica, specialmente su compositori francesi come Lully, Rameau e Charpentier (dalla cui opera omonima ha mutuato il nome) e molti altri meno conosciuti. Tra gli autori non francesi affrontati spesso con Les Arts Florissants troviamo Henry Purcell, George Frideric Handel, Wolfgang Amadeus Mozart e Claudio Monteverdi. Grazie all'attività di Christie è stato possibile riscoprire molteplici capolavori dimenticati nel tempo, molti dei quali sono lavori di ampio respiro.
Con Les Arts Florissants (e anche come direttore ospite di altre orchestre prestigiose quali, ad esempio, i Berliner Philharmoniker e l'Orchestra of the Age of Enlightenment) è ospite abituale dei più importanti palcoscenici e festival musicali, tra cui Opéra de Paris, Opéra-Comique, Théâtre des Champs-Élysées, Reggia di Versailles, Opernhaus Zürich, Glyndebourne Festival Opera, Opéra National de Lyon, Scottish Opera, Royal Lyceum Theatre di Edimburgo, Grand Théâtre de Genève, Festival di Salisburgo, Teatro alla Scala, Royal Opera House, Théâtre du Châtelet, Edinburgh International Festival, Usher Hall di Edimburgo, Metropolitan Opera House, Auditorio de Barcelona, Theater an der Wien, Brooklyn Academy of Music e Festival d'Ambronay.
Tra i molti artisti che ha invitato a collaborare alle produzioni di Les Arts Florissants si ricordano Renée Fleming, Susan Graham, Natalie Dessay, Barbara Bonney, Joyce DiDonato, Dominique Visse, Arleen Auger, Diana Damrau, Rolando Villazón, Eva Mei, Patricia Petibon, Dawn Upshaw, Lorraine Hunt Lieberson, Danielle de Niese, Anna Caterina Antonacci, Andreas Scholl e Lea Desandre.
Professore al Conservatoire national supérieur de musique et de danse de Paris dal 1982 al 1995, dove ancora svolge attività didattica, dal 2007 William Christie tiene seminari sulla prassi storicamente informata anche alla Juilliard School. Dal 2002 dirige, con Kenneth Weiss e Paul Agnew, Le Jardin des Voix, un'accademia a Caen per la formazione di giovani cantanti per l'esecuzione di opere del periodo barocco. Gli allievi, successivamente, vengono spesso invitati a collaborare ai progetti di Les Arts Florissants; tra di loro troviamo Sonya Yoncheva, Christophe Dumaux, Emmanuelle de Negri, Marc Mauillon, Amel Brahim-Djelloul, Lea Desandre e Eva Zaïcik.

## Discografia parziale
William Christie ha realizzato numerose incisioni alla guida del gruppo Les Arts Florissants. Per i suoi dischi ha ottenuto importanti riconoscimenti quali Grammy Award, Prix Arturo Toscanini de l'Académie du disque lyrique, Cannes Classical Awards, Prix international de musique classique, Victoire de la musique, Gramophone Award e Grand Prix du Disque.

### Solistiche
- 1971 – Nicolas Siret, Claude Balbastre: Clavecinistes Français du XVIIIème Siècle (ORTF)
- 1971 – Haendel: Duetti e cantate da camera - con Concerto Vocale (Harmonia Mundi)
- 1978 – Gaspard Le Roux: Suites pour deux clavecins - William Christie/Arthur Haas (Harmonia Mundi)
- 1979 – Luigi Rossi: Cantate - con Concerto Vocale (Harmonia Mundi France)
- 1979 – Sigismondo d'India: Duetti, Lamenti & Madrigali - con Concerto Vocale (Harmonia Mundi France)
- 1979 – Henry Purcell: Music for a While - Roderick Skeaping/Wieland Kuijken/William Christie (Harmonia Mundi)
- 1979 – Pietro Cesti: Cantate - con Concerto Vocale (Harmonia Mundi France)
- 1980 – Mondonville: Pièces de Clavecin avec voix ou violon - Judith Nelson/Stanley Ritchie/William Christie (Harmonia Mundi)
- 1980 – Fischer: Le Parnasse Musical, Pièces de clavecin (Harmonia Mundi)
- 1980 – Monteverdi, Un Concert spirituel - Concerto Vocale (Harmonia Mundi)
- 1981 – Royer, Pièces de clavecin (Harmonia Mundi)
- 1981 – Armand-Louis Couperin: Symphonie & Quatuor pour deux clavecins - William Christie/David Fuller (Harmonia Mundi)
- 1983 – Rameau, Pièces de clavecin; Nouvelles suites de pièces de clavecin (Harmonia Mundi)
- 1988 – Couperin, Pieces for Two Harpsichords - William Christie/Christophe Rousset (Harmonia Mundi)

### Con Les Arts Florissant
- 1980 – Charpentier: Deux Oratorios (Harmonia Mundi)
- 1980 – Etienne Moulinié: Cantique de Moÿse (Harmonia Mundi)
- 1981 – Charpentier: Pastorale (Harmonia Mundi)
- 1990 – C. P. E. Bach: The Israelites in the Desert - William Christie/Cappella Coloniensis/Corona Coloniensis/Barbara Schlick/Hein Meens/Lena Lootens/Stephen Varcoe(Harmonia Mundi)
- 1996 – Méhul: Stratonice - Corona Coloniensis/William Christie, (Erato)
- 1996 – Mozart: Die Zauberflöte - Les Arts Florissants/William Christie, (Erato)
- 1997 – Rameau: Hippolyte Et Aricie - Les Arts Florissants/William Christie, (Erato)
- 1998 – Monteverdi: Vespro Della Beata Vergine - Les Arts Florissants/Les Sacqueboutiers de Toulouse/William Christie, (Erato)
- 2000 – Desmarets: Grands Motets Lorrains - Les Arts Florissants/William Christie, (Erato)
- 2002 – Lully: Les Divertissements de Versailles - Great Operatic Scenes - Les Arts Florissants/William Christie, (Warner/Erato)
- 2003 – Campra Grand Motets - William Christie (Erato/Warner)
- 2005 – Campra & Couperin: Salve Regina (Petits Motets) - Anne-Marie Lasla/Paul Agnew/William Christie, (Erato)
- 2005 – Charpentier: Te Deum - Grand Office des Morts - Les Arts Florissants/William Christie, (EMI/Virgin/Erato)
- 2004 – Haendel: Serse - Les Arts Florissants/William Christie/Anne Sofie von Otter, (Erato/Warner)
- 2006 – Charpentier: Judicium Salomonis - Les Arts Florissants/William Christie, (EMI/Virgin/Erato)
- 2006 – Le Jardin des Voix - Les Arts Florissants/William Christie, (EMI/Erato)
- 2007 – Haydn: Die Schöpfung - Les Arts Florissants/William Christie, (EMI/Virgin/Erato)
- 2007 – Purcell: Divine Hymns - William Christie, (EMI/Virgin/Erato)
- 2007 – Haendel, Arie - De Niese/Christie/Arts Flor., (Decca)
- 2008 – Haendel Edition, Vol. 1: Alcina & Orlando - Les Arts Florissants/William Christie, (Warner)
- 2008 – Haendel Edition, Vol. 8: Acis and Galatea, Theodora, Agrippina Condotta a Morire, Armida Abbandonata & la Lucrezia - Giovanni Antonini/Il Giardino Armonico/Les Arts Florissants/William Christie, (Warner)
- 2008 – Otter, Ombre de mon amant (Arie barocche francesi) - Christie/Les Arts Florissants, (Archiv Produktion)
- 2009 – Campra & Couperin: Motets - William Christie/Les Arts Florissants, (Erato/Warner)
- 2009 – Purcell Edition, Vol. 1: Dido & Aeneas, King Arthur & the Fairy Queen - Concentus Musicus Wien/Les Arts Florissants/Nikolaus Harnoncourt/William Christie, (Warner)
- 2009 – 30th Anniversary - Les Arts Florissants Compilation - Les Arts Florissants/Les Arts Florissants Chorus/William Christie, (Warner/Erato)
- 2011 – Duetti - Les Arts Florissants/Max Emanuel Cencic/William Christie, (EMI/Virgin/Erato)

## Onorificenze e riconoscimenti
- 2002: Harvard Arts Medal
- 2004: Liliane Bettencourt Choral Singing Prize, assegnato dall'Académie des Beaux-Arts
- 2005: Prix Georges-Pompidou
- Membre libre dell'Académie des Beaux-Arts dal 12 novembre 2008 (segue a Marcel Marceau)
- Dottorato Honoris Causa della State University of New York, della Juilliard School e dell'Università di Leida
- Membro onorario della Royal Academy of Music

## Curiosità
- Nel 1995 è apparso nel film Jefferson in Paris e nella relativa colonna sonora, dirigendo Dardanus di Antonio Sacchini con Les Arts Florissants
- Nel 2006 i "Jardins du Bâtiment", il sontuoso giardino che Christie ha progettato e realizzato per la sua villa a Thiré, hanno ottenuto il riconoscimento di "monumento di interesse storico". Dal 2012 Christie ha dato vita al festival estivo di musica antica "Rencontres Musicales: Dans les Jardins de William Christie", che si svolge nella sua tenuta.